# William Morrow and Company
William Morrow and Company este o editură americană fondată de William Morrow în 1926. Compania a fost achiziționată de către Scott Foresman în 1967, vândută către Hearst Corporation în 1981 și apoi către News Corporation (acum News Corp) în 1999. Compania este acum o marcă a grupului editorial HarperCollins.
William Morrow a publicat scrierile mai multor autori renumiți de ficțiune și non-ficțiune, printre care Ray Bradbury, Michael Charbon, Neil Gaiman, Erle Stanley Gardner, B. H. Liddell Hart, Elmore Leonard, Judith Rossner și Neal Stephenson.
Francis Thayer Hobson a fost directorul general și apoi președintele Consiliului de Administrație al William Morrow and Company.

## Autori publicați de editura Morrow
- Christopher Andersen
- Harriet Brown
- Karin Slaughter
- Harry Browne
- Meg Cabot
- Beverly Cleary
- Charles Dickinson
- Warren Ellis
- Bruce Feiler
- Neil Gaiman
- David J. Garrow
- Nikki Giovanni
- John Grogan
- Andrew Gross
- Joe Hill
- Steven D. Levitt
- Walter Lord
- Elizabeth Lowell
- Gregory Maguire
- Aubrey Mayhew
- Margaret Mead
- Christopher Moore
- Gerard K. O'Neill
- Wayne Pacelle
- Laurence J. Peter
- Nathan W. Pyle
- Cokie Roberts
- James Rollins
- Judith Rossner
- Thomas Savage
- Nick Schuyler
- Sidney Sheldon
- Margot Lee Shetterly
- Nevil Shute
- Dean Silvers
- Neal Stephenson
- Mary Stewart
- Jacqueline Susann
- Stephanie S. Tolan
- Paul G. Tremblay
- Irving Wallace
- David Wallechinsky
- Morris West

## Legături externe
- Site-ul oficial